# Wijkermeer
De Wijkermeerpolder is een van de vanaf 1872 drooggemaakte IJpolders ten noorden van het Noordzeekanaal. De polder is gelegen ten oosten van Zijkanaal A bij Beverwijk en ten westen van de polder Assendelft.

## Meer

Het Wijkermeer omstreeks 1575

Het Wijkermeer was een onderdeel van het IJ. Het stond in open verbinding met de Zuiderzee. Via het IJ en Wijkermeer was er ook een open verbinding met de Schermer, tot aan de afdamming van deze verbinding na de oprichting van het Hoogheemraadschap van de Uitwaterende Sluizen in Kennemerland en West-Friesland.

## Polder
Met de aanleg van het Noordzeekanaal werd het Wijkermeer ook ingepolderd. De voorbereidende werkzaamheden begonnen in 1856, en in 1877 konden boeren het land bewerken. De polder is 700 hectare groot, en de vruchtbare kleigrond wordt vooral gebruikt voor akkerbouw en veeteelt. De haven van Beverwijk lag in eerste instantie aan het Wijkermeer, later was de haven door aanslibbing met een kanaal ('De Pijp') aan het Wijkermeer verbonden. Nog steeds loopt de Wijkermeerweg langs De Pijp in Beverwijk. Aan de westrand van de polder, bij De Pijp, is een industrieterrein in ontwikkeling.
De polder ligt in het westen tegen Beverwijk en grenst in het oosten aan de Assendelver Zeedijk. In het zuiden ligt het Noordzeekanaal. De polder valt bestuurlijk grotendeels onder de gemeente Zaanstad.

## Stelling van Amsterdam
Voor de Stelling van Amsterdam werd aan het begin van de twintigste eeuw in het zuidwesten van de polder Fort Zuidwijkermeer gebouwd. Inundatie was een belangrijk verdedigingsmiddel, en om te voorkomen dat de hele polder onder water zou komen te staan, werd een 2,5 kilometer lange dijk, de Liniewal Aagtendijk–Zuidwijkermeer, aangelegd naar Fort aan de St. Aagtendijk.